# Угода Сен-Жан-де-Мор'єнн

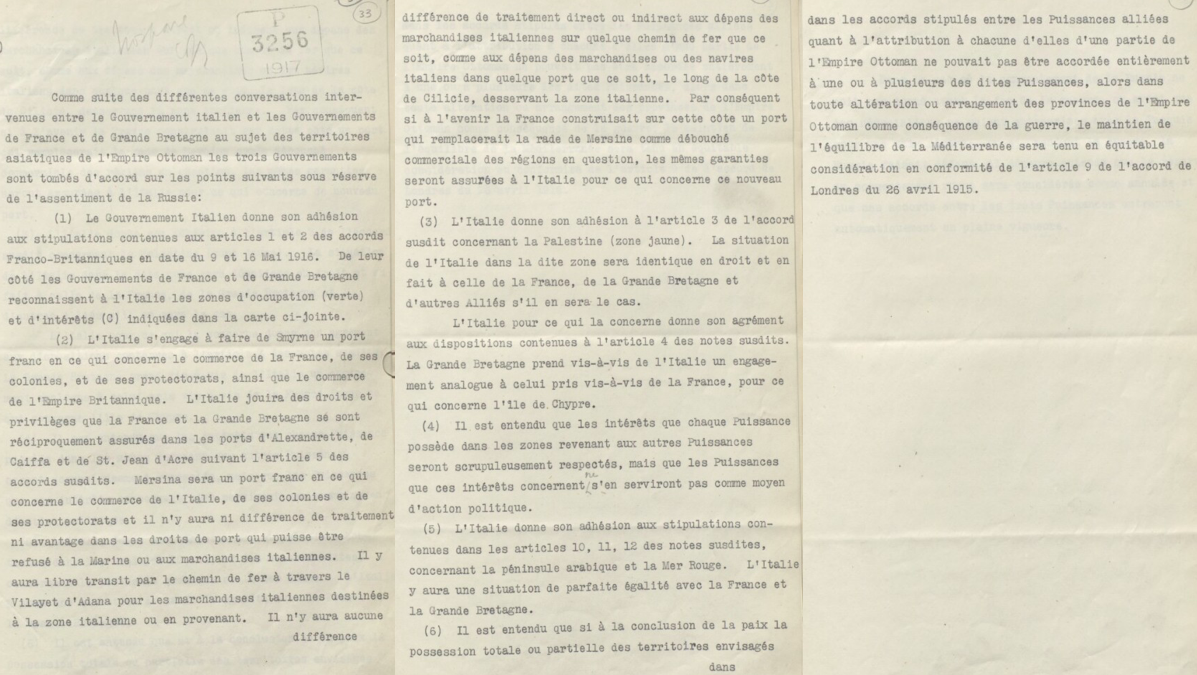
Текст угоди в Сен-Жан-де-Мор'єнн

Угода Сен-Жан-де-Мор'єнн (англ. Agreement of Saint-Jean-de-Maurienne) — угода, укладена 19 квітня 1917 року у французькому містечку Сен-Жан-де-Мор'єнн між Францією, Італією та Великою Британією, за результатами конференції і була підписана союзниками між 18 серпня і 26 вересня 1917 року.

## Історія
На зустрічі, що відбулася у французькому містечку Сен-Жан-де-Мор'єнн 19 квітня, були присутні прем'єр-міністри Великої Британії та Франції Девід Ллойд Джордж і Александр Рібо відповідно та прем'єр-міністр та міністр закордонних справ Італії Паоло Боселлі та Сідней Сонніно.
Зустріч замислювалася як попередня угода для врегулювання інтересів Італії на Близькому Сході — зокрема, щодо статті 9 Лондонського договору (1915 р.). Угода була потрібна союзникам по Антанті для забезпечення позицій італійських сил на Близькому Сході. Метою було врівноважити зменшення військової сили на театрі Першої світової війни на Близькому Сході, коли російські (царські) сили виходили з Кавказької кампанії, хоча вони були замінені на те, що тоді мало назву сили Вірменської Демократичної Республіки. Росія не була представлена в цій угоді, оскільки царський режим перебував у стані краху. Однак відсутність російської згоди на угоду Сен-Жан-де-Мор'єнн була використана британцями на Паризькій мирній конференції 1919 р. як привід, щоб не визнавати її дійсною, що дуже сильно обурило італійський уряд.
Згідно з умовами угоди, союзники погодилися передати Італії місто та провінцію Ізмір, більшу частину провінцій Конья, Айдин, Мугла, Денізлі, Бурдур, Испарта, Анталія (так звана «зелена зона»). Крім того, велика територія на північ від Ізміра була визнана «зоною італійського інтересу» (так звана зона «С»). Усі права та переваги в Туреччині, поширювані Францією та Англією відповідно до угоди Сайкса — Піко, поширювалися на Італію. Італія, зі свого боку, визнала всі умови угоди Сайкса-Піко та пообіцяла зробити Ізмір безкоштовним портом для Франції та Англії.
У 1919 році прем'єр-міністр Греції Елефтеріос Венізелос, отримавши дозвіл Паризької мирної конференції щодо окупації Ізміру Грецією, не погодився з положеннями угоди, незважаючи на протидію Італії.